# Данска штампа
Претпоставља се да су прве данске новине угледале светлост дана 1634. године и биле су писане на немачком језику. 
Најстариије сачуване новине на данском језику су из 1657. и звале су се Ny Affvjser. Недуго затим излази месечник Den Danske Mercurius и штампа се од 1666. до 1691.